# Пицца Маринара
Пицца Маринара (итал. Pizza marinara, «морская пицца», также pizza alla marinara), представляет собой разновидность неаполитанской пиццы, приправленную только томатным соусом, оливковым маслом первого отжима, орегано и чесноком. Предположительно, это самая старая пицца с томатной начинкой.

## История
Считается, что пицца маринара была впервые представлена примерно в 1735 году (в 1734 году согласно постановлению Европейской комиссии 97/2010) и в то время готовилась с использованием оливкового масла, помидоров черри, базилика, орегано и чеснока. По распространённой легенде бедные неаполитанские моряки обычно брали эту пиццу в плавание или готовили её на кораблях, поскольку она готовилась из легко сохраняемых ингредиентов. При этом, утверждения о создании пиццы Маринара и её связи с моряками основан преимущественно на устных и традиционных пересказах, а не на документальных эмпирических доказательствах.
Исследователь Неаполя Франческо де Буркар в своей книге 1866 года «Usi e Costumi di Napoli» («Обычаи и традиции Неаполя»), Vol. II (стр. 124), указывает рецепт с другим названием и не упоминает помидоры для приготовления как Маринары, так и Маргариты:

Самые обычные пиццы, называемые «с чесноком и маслом», заправляются маслом, а сверху посыпаются, помимо соли, мелко нарезанным орегано и зубчиками чеснока. Другие покрывают тертым сыром и приправляют жиром, а затем сверху кладут несколько листьев базилика. К первым часто добавляют мелкую рыбу; к последним тонкие ломтики моцареллы. Иногда используют нарезанное прошутто, помидоры, моллюски и т. д. Иногда, складывая тесто они делают то, что называют кальцоне.

## Рецепт
Ассоциация Verace Pizza Napoletana приводит следующие рекомендации по приготовлению Маринары: 

В центр основы пиццы ложкой выложите консервированные очищенные помидоры, затем спиралевидными движениями покройте соусом всю поверхность основы, исключая корочку (допускается добавление или замена очищенных помидоров свежими помидорами).
Удалите твердые или сухие части зубчика чеснока и мелко нарежьте его. Разбросайте ломтики по томатам теми же круговыми движениями. По поверхности аккуратно разбросайте щепотку орегано.

Используя традиционную медную канистру для масла или инертный контейнер для хранения продуктов, двигаясь по спирали, начиная от центра и продвигаясь наружу, полейте пиццу оливковым маслом первого холодного отжима. 
В пиццериях в окрестностях Рима по рецепту обычно добавляют солёные анчоусы.